# 혼자일 수 있는 능력
혼자일 수 있는 능력(Capacity to be alone)은 발달 과정에서 획득하는 능력으로, 대상 관계 이론(object relations theory)에서는 창조적인 삶(creative living)의 핵심으로 여긴다.
율리아 크리스테바(Julia Kristeva)는 참된 내면의 삶의 핵심일 뿐만 아니라, 삶과 예술에서 있어서의 창조적 승화(creative sublimation)의 핵심이라고 보았다.

## 개념 발달
도널드 위니컷(D. W. Winnicott)은 "Capacity to be alone"이라는 1958년과 1964년 글에서 혼자일 수 있는 능력의 중요성을 강조하며, 그것을 철수(withdrawal)와 외로움(loneliness)과 구분하였으며, 이를 엄마 혹은 그런 인물이 침범하지 않는 배경의 내면화(internalisation of the non-intrusive background presence of a mothering figure)에서 유래한다고 보았다. 그의 글에서 위니컷은 항상 아기가 "그저 편하게 앉거나 돌아다니는 것(just to lie back and float)"이 허락되는 것의 중요성, 그리고 "아기가 분리 없는 분리를 경험하는 기회(opportunity that the baby has to experience separation without separation)"의 중요성을 강조하였다. 이러한 초기 경험으로부터 타인의 존재 혹은 부재에서 혼자일 수 있는 능력이 나타나게 된다. 이는 훗날 심리치료를 통하여 재획득될 수도 있는 것이기도 하다.
시어도어 레이크(Theodore Reik)의 탐문에 관한 연구에 입각하여, 이후에 나온 일련의 분석은, 심리분석 상황에서의 '분석가(analyst)'가 혼자일 수 있는 능력이 중요하다고 강조하였다. 환자의 투사와 저항을 직면하면서도 자신이 중심이 되는 것이다.

## 창조적 적용
안드레 그린(André Green)은 풍부한 읽기/쓰기 상호작용은 혼자일 수 있는 능력에서 유래한다고 보았다.

## 같이 보기
- 대상 관계 이론
- 도널드 위니컷
- 투사적 동일시